# 青鬼オンライン
『青鬼オンライン』（あおおにオンライン）は、LiTMUSがiOSとAndroid向けにサービスを行っている基本プレイ無料のオンラインゲーム。UUUMが株式会社GOODROID(CyberAgentGroup)と共同開発し、2018年9月13日に配信を開始した。

## 概要
フリーゲーム『青鬼』(原作:noprops)のスピンオフ作品。『青鬼』シリーズでは初のオンライン対戦型ゲームである。リリース開始から1ヶ月に満たない2018年10月3日の時点で総ダウンロード数が100万回を突破し、2022年6月には総ダウンロード数が800万回を突破した。
本作には、
- 100人のプレイヤーと対戦する「100人サバイバル[4]」
- 5人編成のチームで協力してプレイする「青逃V[5]」
- 10人のプレイヤーと倒しあう「ガチバトル[6]」
- 5人のプレイヤーの中に人狼(青鬼)が潜む「青鬼人狼[7]」
- 6人の中から鬼側1人とかくれ側5人に分かれて遊ぶ「青鬼かくれんぼ[8]」

- 様々な特殊能力を持った鬼が待ち構えているフロアを次々に攻略し制覇を目指す 「青の試練[9]」

- 青鬼を育てて人間の拠点を破壊していく「青鬼進撃[10]」

の7種類のゲームモードが存在する(2025年8月6日現在)。
また、「フレンドマッチ」でルームを作成するとフレンドを招待してプレイすることができる。

## ゲーム内容(モード)

### 100人サバイバル
100人のプレイヤー(NPCを含む)で青鬼から逃げ、最後の一人まで逃げのびる事を目指すモード。
100人の参加者(プレイヤー)は、マッチングが完了すると出口のないマップに閉じ込められた状態となる。
ゲーム開始後、プレイヤーを執拗に追いかけ回す怪物「青鬼」と、10秒カウントダウン後にプレイヤーを強制的に死亡させる「青霧」と呼ばれるものが出現する。青鬼に触れてしまうと即座にゲームオーバーとなるため、プレイヤーは青鬼に捕まらないように逃げ回りながら最後の1人での生存を目指す。
マップ内には宝箱が設置されており、プレイヤーが有利に立ち回ることができるアイテム(自分にとって不利なアイテムもある)や「青銭」と呼ばれるゲーム内通貨などを入手できる。
宝箱の中身として、　　　　　　　　　　　　　　　　青銭（ガチャをする為に必要）　　　　　　　　　　　青玉（ガチャをする為に必要）　　　　　　　　　　　青チケ（青の試練に挑むのに必要）　　　　　　　　　ローラースケート（移動速度⤴︎）　　　　　　　　　　ガスマスク（青霧に20秒耐えられる※ただし、一度使ったらゲージが減っていき、効果が切れる）　　　　　　スロウ（移動速度⤵︎）　　　　　　　　　　　　　　　混乱（操作が上下左右反転になる）　　　　　　　　　ゴリラやフクロウ等のスキン（稀に出てきて、青逃げをすることで持ち帰ることができる）
試合はすべて個人戦で行われ、試合結果に応じてランクポイント、経験値、青銭を獲得できる。最後の1人での生存に成功したプレイヤーには「青逃(あおにげ)」の称号が与えられ、より多くの報酬を獲得できる。
1〜10人がプレイヤー
※感染鬼がある場合、0〜9人がプレイヤーとなる

### ガチバトル
10人のプレイヤーが最後の一人になるまで倒し合うモード。
10人のプレイヤーは、100人サバイバル同様マッチングが完了すると出口のないマップに閉じ込められた状態となる。
マップには最初、青鬼ウイルスが入ったボックス(以下ボックス)が数個設置されており、それを長押しで取ると青鬼ウイルスに感染することができる。青鬼ウイルスに感染して青鬼になり、他のプレイヤーを倒すモードである。
各々プレイヤーは3基の残機を持っており、残機がなくなった時点で負け(死亡)となる(100人サバイバル同様青霧も出現する)。一度取られたボックスは消えるが、一定時間ごとにマップ上のどこかに出現する。
100人サバイバル同様試合はすべて個人戦で行われ、試合結果に応じてランクポイント、経験値、青銭を獲得できる。
最後の1人での生存に成功したプレイヤーには「ガチ青逃(がちあおにげ)」の称号が与えられ、より多くの報酬を獲得でき、ガチバトルで得たポイントは100人サバイバルと同じランキングに反映される。

### 青逃V
5人のプレイヤーで協力してマップからの脱出を目指すゲームモード。
マップ上にはバルブが設置されており、画面を長押しし、すべて作動させることで脱出ゲートを開放するボタンを押せるようになる。脱出に成功するとゲームクリアとなり、ゲーム結果に応じてランクポイント、経験値、アプリ内で限定アイテムと交換できるアイテム「青ジェム」を獲得できる。

### 青鬼人狼
４人の人間と１人の青鬼に分かれて遊ぶモード。
見た目は全員人間だが、１人のプレイヤーは一定時間青鬼に変身して他のプレイヤーを倒すことができる。人間は青鬼に倒されないようにマップ内のバルブを全て解除するか、投票によって紛れ込んでいる青鬼プレイヤーを脱落させることで勝利。
青鬼のプレイヤーは人間に怪しまれないように、うまく隠れながら青鬼に変身して人間の人数が１人になるまで倒すことができれば勝利となる。

### 青鬼かくれんぼ
6人の中から鬼側1人とかくれ側5人に分かれて遊ぶモード。
かくれ側のプレイヤーは制限時間いっぱい逃げきることを、鬼側のプレイヤーはかくれ側を見つけ出し全員倒すことを目指す。
両プレイヤーとも、ゲーム終了時の結果に応じて「かくれPt」を獲得できる。このポイントを一定値貯めると、豪華な報酬が手に入る「かくれんぼ宝箱」を入手できる。
かくれんぼ宝箱には「通常の宝箱」と「豪華な宝箱」があり、豪華な宝箱からは一定確率で本機能限定で排出される豪華スキンが入手可能。

## ランキング・シーズン
プレイヤーの個人順位は、ゲームプレイによって入手できるランクポイントによって決定される。ランキングにはある一定の期間(シーズン)で獲得したポイントにより順位付けられる「シーズンランク」、初回プレイ時から現在までのポイントの合計で順位付けられる「累計ランク」の2種類が存在する。シーズンランキングでは、シーズン終了時の順位に応じて報酬(限定スキン 青銭など)を獲得することができる。

## 単独イベント
| 単独イベント             | 期間                            |
| ------------------------ | ------------------------------- |
|                          | 以前のものは未編集              |
| 4.5周年イベント          | 2023年3月10日から3月31日        |
| 1000万DL突破フェス       | 2023年8月4日から9月4日          |
| 5周年イベント            | 2023年9月11日から9月29日        |
| MEGA正月祭               | 2023年12月29日から2024年1月12日 |
| 1111万DL突破フェス       | 2024年1月19日から2月2日         |
| 節分イベント             | 2024年2月3日から2月9日          |
| 5.5周年イベント          | 2024年3月8日から3月29日         |
| 5.75周年Qアニバフェス    | 2024年6月7日から6月21日         |
| 夏フェス                 | 2024年8月5日から9月13日         |
| 6周年イベント            | 2024年9月13日から10月4日        |
| 1200万DLカーニバル       | 2024年11月15日から11月29日      |
| 青鬼20周年イベント       | 2024年11月29日から12月27日      |
| ビッグバン正月祭         | 2024年12月27日から2025年1月14日 |
| 超青銭祭                 | 2025年1月14日から1月31日        |
| 節分イベント             | 2025年2月2日から2月14日         |
| 超バレンタイン祭         | 2025年2月14日から2月28日        |
| 6.5周年イベント          | 2025年3月14日から3月31日        |
| 1200万DLカーニバル(復刻) | 2025年3月31日から4月11日        |
| エイプリルフールイベント | 2025年4月1日から4月2日          |
| 新作青鬼先行解禁         | 2025年4月22日から5月7日         |
| 1300万DL大感謝祭         | 2025年5月16日から6月6日         |
| 6.75Qアニバフェス        | 2025年6月6日から6月27日         |
| 夏休み2025               | 2025年7月25日から予定           |
| 1000万DL突破フェス改     | 2025年7月25日から8月8日         |

## コラボイベント
| コラボイベント                              | 期間                            |
| ------------------------------------------- | ------------------------------- |
| 貞子                                        | 2020年8月7日から8月26日         |
| 事故物件 恐い間取り                         | 2020年8月26日から9月9日         |
| 脱獄ごっこ・まいぜんシスターズ・HIKAKIN     | 2020年9月18日から10月12日       |
| ガチャピン・ムック                          | 2020年10月30日から11月27日      |
| クソハムちゃん                              | 2020年12月22日から2021年1月22日 |
| ひぐらしのなく頃に 業                       | 2021年2月26日から3月26日        |
| おにから電話                                | 2021年3月26日から4月19日        |
| デカキン                                    | 2021年5月28日から6月11日        |
| サイヤマングレート                          | 2021年6月11日から6月18日        |
| ひぐらしのなく頃に 卒                       | 2021年7月21日から8月4日         |
| 貞子(2回目)・ぐっちの部屋                   | 2021年8月4日から9月3日          |
| 妖怪大戦争ガーディアンズ                    | 2021年8月18日から9月3日         |
| ヒカキン                                    | 2021年9月3日から9月22日         |
| くまモン                                    | 2021年9月22日から10月20日       |
| UUUMクリエイター                            | 2021年10月1日から10月20日       |
| コンフィデンスマンJP 英雄編                 | 2022年1月1日から2月1日          |
| 見える子ちゃん                              | 2022年3月25日から4月18日        |
| HIKAKIN誕生祭                               | 2022年4月20日から5月9日         |
| 本田翼 (ラジエーションハウス)               | 2022年5月15日から5月19日        |
| 貞子(3回目)                                 | 2022年7月15日から7月29日        |
| 異世界かるてっと 〜あなざーわーるど〜       | 2022年8月8日から9月5日          |
| 実写劇場版 カラダ探し                       | 2022年9月30日から10月21日       |
| 貞子DX                                      | 22年10月24日から11月7日         |
| 殺戮の天使                                  | 22年12月9日から12月26日         |
| 吸血鬼すぐ死ぬ                              | 23年1月13日から1月30日          |
| 転生したらスライムだった件                  | 23年2月10日から2月24日          |
| 五等分の花嫁                                | 23年4月7日から4月21日           |
| HIKAKIN誕生祭                               | 23年4月21日から4月28日          |
| 邪神ちゃんドロップキック                    | 23年4月28日から5月12日          |
| 〈物語〉シリーズ                            | 23年6月9日から6月23日           |
| ミンナのウタ                                | 23年7月7日から7月21日           |
| 陰の実力者になりたくて!                     | 23年7月21日から8月4日           |
| GAMERA -Rebirth-                            | 23年9月29日から10月16日         |
| ひぐらしのなく頃に 卒(復刻)                 | 23年11月2日から11月20日         |
| 異世界かるてっと 〜あなざーわーるど〜(復刻) | 23年12月1日から12月29日         |
| メイドインアビス 烈日の黄金郷               | 24年2月9日から2月26日           |
| 変な家                                      | 24年2月26日から3月11日          |
| あらいぐまラスカル                          | 24年3月15日から3月29日          |
| 五等分の花嫁(第2弾)                         | 24年4月日から4月19日            |
| WIND BREAKER                                | 24年4月26日から5月10日          |
| 怪異と乙女と神隠し                          | 24年5月24日から6月7日           |
| あのコはだぁれ?                             | 24年6月21日から7月5日           |
| 東京リベンジャーズ                          | 24年7月5日から7月31日           |
| 逃走中 THE MOVIE                            | 24年7月12日から7月26日          |
| 劇場版モノノ怪 唐傘                         | 24年8月5日から8月19日           |
| 進撃の巨人                                  | 24年8月30日から9月13日          |
| しかのこのこのここしたんたん                | 24年9月27日から10月11日         |
| 甘神さんちの縁結び                          | 24年10月11日から10月25日        |
| ラウンドワン                                | 24年10月25日から11月8日         |
| 七つの大罪 黙示録の四騎士                   | 24年11月1日から11月15日         |
| チ。-地球の運動について-                    | 25年1月31日から2月14日          |
| はたらく細胞                                | 25年2月28日から3月14日          |
| くまモン(第2弾)                             | 2025年3月14日から3月31日        |

| コラボイベント                   | 期間                     |
| -------------------------------- | ------------------------ |
| HIKAKIN誕生祭                    | 2025年4月11日から4月25日 |
| ブルーロック                     | 2025年4月25日から5月16日 |
| 転生貴族、鑑定スキルで成り上がる | 2025年6月27日から7月11日 |
| 杖と剣のウィストリア             | 2025年7月11日から7月25日 |
| 殺戮の天使(第2弾)                | 2025年8月8日から8月22日  |
| ヨシエ(恐怖の森)                 | 2025年8月22日から予定    |

## 沿革・主な出来事
- 2018年（平成30年）
  - 9月10日 - 『青鬼』公式Twitterで本作が発表された。[96]。
  - 9月13日 - リリース開始。しかし、ゲーム開始時にブラックアウトし進行不能になる不具合が発生したため、Androidは同年9月14日。[97]に、iOSは同年9月17日[98]にそれぞれ修正対応が行われた。
  - 10月14日 - 総ダウンロード数が100万回を突破[99]。
  - 11月20日 - フレンドマッチが解禁。[100]。
- 2019年（平成31年・令和元年）
  - 2月17日 - 総ダウンロード数が200万回を突破[101]。
  - 3月14日 - ゲーム内要素『青玉ガチャ』実装。[102]。
  - 4月26日 - ゲーム内要素『裏ステージ』実装。[103]。
  - 7月18日 - 期間限定イベント『青カギ祭』実装。
  - 8月7日 - 総ダウンロード数が300万回を突破[104]。
  - 8月15日 - ゲーム内要素『青鬼感染』実装。[105]。
  - 8月28日 - ゲーム内要素『裏裏ステージ』実装。[106]。
  - 12月9日 - ゲーム内要素『スキンチェンジ』実装。[107]。
  - 12月20日 - 期間限定イベント『青旗甲子園』実装。[108]。
- 2020年（令和2年）
  - 3月1日 - ゲーム内要素『青パス』実装。[109]。
  - 4月15日 - 総ダウンロード数が400万回を突破。[110]。
  - 4月28日 - 期間限定イベント『青の塔』実装。[111]。
  - 7月15日 - ゲーム内要素『スキンショップ』実装。[112]。
  - 12月 - 総ダウンロード数が500万回を突破し、同年12月11日まで記念イベントが開催された。[113]。
  - 12月15日 - ゲームモード『青逃V』実装。[114]。
- 2021年（令和3年）
  - 3月30日 - 青の試練に『青の遺跡』実装。[115]。
  - 4月28日
    - 総ダウンロード数が600万回を突破。[3]。
    - 期間限定イベント『青鬼レース』実装。
- 2022年（令和4年）
  - 2月 - 総ダウンロード数が700万回を突破。[116]。
  - 6月 - 総ダウンロード数が800万回を突破。[117]。
  - 7月4日 - 4周年記念キャンペーンとして青鬼デザインコンテストが開催された[118]、同年8月に採用作品が発表された。
  - 8月19日 - ゲームモード『青鬼人狼』実装。
  - 11月 - 総ダウンロード数が900万回を突破。[119]
- 2023年（令和5年）
  - 1月30日 - 4.5周年記念キャンペーンとしてひろしデザインコンテストが開催された。[120]、同年3月に採用作品が発表された。
  - 2月10日-ゲーム内要素『イベントメダル』実装。[121]
  - 3月10日-ゲーム内要素『メダルガチャ』実装。[122]
  - 6月-総ダウンロード数が1,000万回を突破。
  - 6月30日-青の試練に『青の神殿』実装。[123]
  - 6月30日-ゲーム内要素『青鬼じゃんけん』実装。[124]
  - 8月31日-『ガチバトル』にフレンドマッチ機能追加。[125]
- 2024年（令和6年）
  - 1月 - 総ダウンロード数が1,111万回を突破。[126]
  - 2月1日 - 一般応募から選ばれた公式ユーザーが活動開始。[127]
  - 2月13日 - 5.5周年記念キャンペーンとしてデザインコンテスト開催。[128]
  - 4月12日 - ゲームモード『青鬼進撃』実装。[129]
  - 6月7日 - 青の試練に『青の魔境』実装。[130]
  - 6月7日 - 5.75周年記念キャンペーンの一環として青鬼川柳コンテスト開催。[131]
  - 8月16日 - 6周年記念キャンペーンとしてデザインコンテスト開催。[132]
  - 9月13日 -ゲーム内要素 『青鬼くじ』実装。[133]
  - 9月19日 - 青鬼進撃に『広告スキップパス』実装。[134]
  - 10月15日 - 一般応募から選ばれた公式ユーザー第2陣が活動開始。[135]
  - 11月 - 総ダウンロード数が1,200万回を突破。[136]
- 2025年（令和7年）
  - 2月3日 - 6.5周年記念キャンペーンとしてデザインコンテスト開催。[137]
  - 3月14日 - ゲーム内要素『青鬼スクラッチ』実装。[138]
  - 5月 - 総ダウンロード数が1,300万回を突破。[139]
  - 6月6日 - ゲーム内要素『青鬼福引』実装。[140]
  - 7月25日 - 青の試練に『青の聖域』実装。[141]
  - 8月6日 - ゲームモード『青鬼かくれんぼ』実装。[142]